# آلان مارانجوني
آلان مارانجوني (بالإيطالية: Alan Marangoni)‏ مواليد 16 يوليو 1984 في لوغو، إميليا-رومانيا، إيطاليا، هو دراج إيطالي في صنف سباق الدراجات على الطريق.

## وصلات خارجية
- الموقع الرسمي